# Leonard Freed
Leonard Freed (New York, 23 ottobre 1929 – Philipstown, 29 novembre 2006) è stato un fotoreporter e documentarista statunitense, membro della Magnum Photos per un lungo periodo. Di origine ebrea, discendeva da genitori di condizione operaia emigrati dall'Europa orientale.

## Carriera
Freed sarebbe voluto diventare un pittore, ma iniziando a scattare delle foto mentre si trovava nei Paesi Bassi, scoprì una nuova passione. Prima di tornare negli Stati Uniti viaggiò in Europa e in Africa; una volta tornato a casa frequentò la The New School e studiò insieme ad Alexey Brodovitch, direttore artistico dell'Harper's Bazaar. Nel 1958 si trasferì ad Amsterdam per fotografare la comunità ebraica della città. Durante gli anni sessanta continuò a lavorare come fotogiornalista freelance, fatto che lo portò a viaggiare molto. Ha documentato molti eventi e temi come la vita degli immigrati italiani a Little Italy, il Movimento per i Diritti Civili in America (1964-65), la Guerra del Kippur nel 1973 e il Dipartimento di Polizia di New York (1972-79). La sua carriera sbocciò durante il movimento per i diritti civili, quando viaggiò per il paese insieme a Martin Luther King nella sua celebre marcia attraverso gli Stati Uniti dall'Alabama a Washington. 
Questo viaggio gli dette la possibilità di pubblicare nel 1968 il suo libro Black in White America che attirò l'attenzione su di lui. Anche il suo lavoro sull'applicazione della legge nella città di New York portò alla pubblicazione di un altro libro nel 1980: Police Work. All'inizio della sua carriera vide acquistare tre sue fotografie da parte di Edward Steichen per la collezione del MoMA. Nel 1967 Cornell Capa scelse Freed come uno dei cinque fotografi partecipanti alla sua mostra "Concerned Photography". Nel 1972 Freed entrò a far parte della Magnum Photos. Le pubblicazioni alle quali nel corso degli anni Freed ha contribuito includono il Der Spiegel, il Die Zeit, il Fortune, Libération, Life, Look, 
Paris Match, Stern e il The Sunday Times.
Negli ultimi anni Freed ha continuato a scattare fotografie in Italia, paese che lui amava e nel quale ha compiuto più di 45 viaggi sin dagli anni '50, in Turchia, Germania, Libano e stati Uniti. Inoltre ha girato quattro film per le televisione giapponese, olandese e belga.

## Vita personale
Nel 1956 conobbe Brigitte Klück, che divenne poi sua moglie, mentre si trovava a Roma per la rivista Look. Dalla loro unione nacque una bambina, Elke Susannah. Freed morì il 29 novembre 2006 a Garrison, un hamlet di Philipstown nella contea di Putnam, per un cancro alla prostata.

## Pubblicazioni
- Hendrik Johannes Adrianus "Henk" Hofland, Amsterdam: The Sixties, Amsterdam, Uitgeverij Focus, 1997, ISBN 978-9072216502.
- Leonard Freed, Another Life, ABP Public Affairs, 2004, ISBN 9789066010161.
- Berlin, New York: Time-Life Books, 1977.
- Black in White America, Grossman Publishers, 1967.
- Black in White America, Getty Publications, 2010, ISBN 9781606060117.
- Leonard Freed, Deutsche Juden Heute, Rütten & Loening Verlag, 1965.
- Leonard Freed e Lisa Van Beek, Indonesiers in Holland: 1985-1962, Uitgeverij W Books B.V., 2009, ISBN 978-9089101501.
- Max Snijders, Joden van Amsterdam, Amsterdam, De Bezige Bij, 1958.
- Leonard Freed, La Danse des Fidèles, Editions du Chêne, 1984, ISBN 978-2851083401.
- Leonard Freed, Leonard Freed: Photographs 1954-1990, New York, W. W. Norton, 1992, ISBN 9780393033502.
- Leonard Freed, Leonard Freed: Photographs 1954-1990, Manchester, Cornerhouse, 1991, ISBN 978-0948797712.
- Ewing William, Wim van Sinderen e Nathalie Herschdorfer, Leonard Freed: Worldview, Steidl / Musee de l’Elysee, 2007, ISBN 978-3865214638.
- Leonard Freed's Germany, London, Thames & Hudson, 1971, ISBN 978-0500540046.
- Leonard Freed, Made in Germany, Grossman Publishers, 1970.
- Leonard Freed, Made in Germany, Penguin, 1971, ISBN 978-0670445646.
- Leonard Freed, New York Police, (Photo Notes), Centre National de la Photographie, 1990, ISBN 978-2867540646.
- Leonard Freed, Police Work, Simon & Schuster, 1980, ISBN 978-0670445639.
- Leonard Freed, Police Work, Holiday House, 1981, ISBN 978-0671252021.
- Leonard Freed, Seltsame Spiele, Verlag Bärmeier & Nikel, 1970.

### In Italia
- Leonard Freed, Hachette Fascicoli Srl, 2020.

## Film
- Joey Goes to Wigstock (colore, 10') - 1993

## Riconoscimenti
- New York State Grant for the Arts, 1978
- National Endowment for the Arts, 1980